# FK BSK Borča
Der FK BSK Borča (offiziell auf Serbisch: Фудбалски клуб Борчански спортски клуб Борча – ФК БСК Борча, Fudbalski klub Borčanski sportski klub Borča – FK BSK Borča), gewöhnlich  BSK Borča,  ist ein serbischer Fußballverein aus Borča, eine städtische Siedlung im Belgrader Stadtbezirks Palilula. Derzeit spielt der Verein in der Prva liga, der zweithöchsten Spielklasse im serbischen Fußball.

## Geschichte
Der BSK Borča wurde vor allem unter Initiative von Vitomir Maksin im April 1937 zur Zeiten des Königreich Jugoslawien (1929–1941) in der Siedlung Borča gegründet und spielte im Laufe seiner Geschichte überwiegend in den niederen Ligen der Metropolregion von Belgrad. Die schlechtesten Ergebnisse seit seiner Gründung lieferte der Verein in den Jahren zwischen 1990 und 1992 mit Abstiegen bis in die letzte Liga des Sozialistischen Jugoslawien (1945–1992).
Eine neue Vereinsführung Mitte der 1990er-Jahre und neue Investitionen in den Club trugen zu kommenden Erfolgen bei. Der Aufstieg begann 1993 mit der Ankunft von Dragomir Vasić, dem Eigentümer des serbischen Nahrungsmittelunternehmens Bambi. Er stabilisierte den Verein finanziell und weitete die Kapazität des Stadions Borča um 1000 Sitzplätze aus.
Der BSK Borča stieg anschließend in mehreren Etappen bis in die zweite Liga der Bundesrepublik Jugoslawien (1992–2003) bzw. Serbien und Montenegros (2003–2006) auf, so in der Saison 1998/99. Dort konnte man sich bis 2002 halten. In der Saison 2005/2006 wurde man unter Zoran Milinković Meister der Srpska liga Beograd, der dritten Spielklasse des Landes. Der Staatsbund wurde 2006 jedoch aufgelöst, sodass Montenegro seine eigene Liga bildete. Ab 2006/07 spielte der Club somit in der zweiten Liga Serbiens, der Prva liga.
Seine besten Vorstellungen gab er weiterhin mit Milinković als Coach 2006/07 (4. Platz) und 2007/08 (3. Platz), als er in den Play-offs zum Aufstieg in die Super liga mitspielte. Mit Abschluss der Saison 2008/09 wurde mit dem Meisterschaftssieg der Aufstieg schließlich geschafft. Dort konnte sich BSK Borča von 2009 bis 2013 halten, bevor er wieder in die Prva liga abstieg.

## Stadion
Das Stadion Borča ist das „reine“ Fußballstadion des Vereins, dessen Kapazität 3.000 Sitzplätze beträgt. Das Stadion verfügt über eine teilweise überdachte Haupttribüne mit acht und eine Osttribüne mit drei Sitzreihen mit etwa 1.000 Sitzplätzen, letztere wurde 1993 errichtet. Das Stadion befindet sich neben dem  Sportski centar FK BSK Borča („Sportzentrum FK BSK Borča“), dem Trainingsgelände des Vereins, das vier weitere Hilfsplätzen, eine Sporthalle, Parkplätze und ein Restaurant mit etwa 300 Plätzen besitzt, sowie einem Hotel mit 16 Zimmern. Das Stadion ist heute renovierungsbedürftig.

## Ehemalige bedeutende Spieler
- Stefan Savić, 2007–2010
- Vladimir Volkov, 2006–2008

## Ehemalige bedeutende Trainer
- Zoran Milinković, 2005–2008

## Erfolge
- Meister der Prva liga: 2009
- Dritter der Prva liga: 2008
- Meister der Srpska liga Beograd: 2006
- Aufstieg in die zweite Liga der Bundesrepublik Jugoslawien: 1999